# The Independent Game Developers' Association
The Independent Game Developers' Association (TIGA)  é a maior rede europeia independente de desenvolvedoras e publicadoras de jogos eletrônicos. A TIGA também reconhece de forma exclusiva a excelência em desenvolvimento de jogos, negócios e educação. Ela também possui uma premiação conhecida como TIGA Games Industry Awards ou simplesmente TIGA Awards; que celebra as conquistas de estúdios no desenvolvimento de jogos pequenos e grandes. A TIGA Games Industry Awards possui um painel de julgamento de profissionais da indústria com voto público para o "Jogo do Ano".

## História
A TIGA foi inaugurada em 2001 por Patricia Hewitt, e foi membro fundador da European Game Developers Federation (EGDF). Richard Wilson é o atual CEO, sucedendo Fred Hasson, que ocupou o cargo desde que a TIGA foi fundada até o final de 2007.